# Fundacja Biedronki
Fundacja Biedronki – polska organizacja pozarządowa założona 8 kwietnia 2020 roku przez spółkę Jeronimo Martins Polska. 

## Cele Fundacji oraz struktura
Celem Fundacji Biedronki jest wzmocnienie więzi społecznych oraz spójności społecznej poprzez wspieranie najbardziej wrażliwych grup społecznych, głównie osób starszych. Fundacja przeciwdziała  ubóstwu, niedożywieniu, samotności i wykluczeniu społecznemu osób starszych, a także wspiera rozwój wolontariatu.
W radzie Fundacji Biedronki zasiada 6 osób. Funkcję przewodniczącego sprawuje Pedro Soares dos Santos, Prezes Grupy Jerónimo Martins.
Fundacja posiada także 3-osobowy zarząd. 

## Działalność
Działalność Fundacji Biedronki opiera się na organizacji oraz koordynacji projektów mających pomóc seniorom i przyczynić się do poprawy ich jakości życia. W 2020 roku na programy pomocowe Fundacja Biedronki przekazała 20 961 948 złotych, a w 2021 roku – 27 905 639 złotych. 

### Na codzienne zakupy
Pierwsza edycja projektu „Na codzienne zakupy" miała miejsce w 2018 roku we współpracy sieci Biedronka z Caritas Polska oraz Caritas diecezjalnymi. Od 2020 roku program realizowany jest przez Fundację Biedronki i Caritas Polska oraz Caritas diecezjalne. Seniorzy otrzymują comiesięczną pomoc finansową w formie kart przedpłaconych, które wykorzystać można w sklepach Biedronka. Osoby objęte programem mogą również liczyć na opiekę wolontariusza Caritas. Beneficjentami programu są osoby z niskimi dochodami, często schorowane lub niepełnosprawne. Początkowo, w 2018 r., pomocą objęto 5 300 seniorów, w kolejnym roku 6 600, w 2020 liczba uczestników programu wzrosła do 10 000, a w 2021 sięgnęła 11 000 (wartość karty została zwiększona do 160 zł miesięcznie).

### Karta dobra
Program ma na celu wsparcie lokalnych organizacji pomocowych poprzez przekazanie im kart przedpłaconych do sklepów Biedronka. Za pośrednictwem lokalnych organizacji karty otrzymują najbardziej potrzebujący, w szczególności seniorzy. 
W edycji 2021/2022 programu „Karta dobra” uczestniczyło 8 organizacji, a liczba beneficjentów karty wyniosła ponad 600 osób (wartość karty – 150 złotych).  
W edycji 2022/2023 programu „Karta dobra” uczestniczy 22 organizacji, a liczba beneficjentów wzrosła do 2500 osób (wartość karty – 170 złotych). 

### Danie Wspólnych Chwil
„Danie Wspólnych Chwil” to program realizujący ideę wspólnotowych posiłków dla osób starszych zagrożonych samotnością. Fundacja zaprasza do udziału w nim Koła Gospodyń Wiejskich, których zadaniem jest organizowanie cyklicznych spotkań dla seniorów. Fundacja Biedronki finansuje zakup produktów potrzebnych do przygotowania posiłków. Ambasadorem projektu jest Jakub Kuroń.
Historia programu sięga 2022 roku, kiedy uruchomiona została pilotażowa edycja, w której udział wzięło 90 Kół Gospodyń Wiejskich. Zorganizowały one 329 spotkań dla seniorów. 

### Na dobrych fundamentach
Fundacja Biedronki współfinansowała budowę domu dla bezdomnych osób starszych, chorych i potrzebujących, który powstał na ul. Foliałowej w Warszawie z inicjatywy Fundacji Domy Wspólnoty Chleb Życia. Fundacja Biedronki przekazała na ten cel 6,750 mln złotych. Dom Matki Bożej Serdecznej zapewnia miejsce dla 80 osób, posiada również zaplecze medyczne oraz drewnianą kaplicę. Ośrodek został otwarty 11 lutego 2023 roku.

### Żywnościowy SOS
Program „Żywnościowy SOS” jest skierowany do fundacji, stowarzyszeń oraz kościelnych osób prawnych posiadających status organizacji pożytku publicznego wspierających najbardziej wrażliwe grupy społeczne – osoby dotknięte ubóstwem, chorobą i niepełnosprawnością, w kryzysie bezdomności, ze szczególnym uwzględnieniem osób starszych. Zakwalifikowane do programu organizacje otrzymują pomoc w formie e-Kodów do wykorzystania na zakupy w sieci sklepów Biedronka (e-Kody mają wartość od 24 000 do 108 000 złotych). Wsparcie otrzymało 80 organizacji pomocowych, a jego wartość sięga 5,2 mln złotych.

### Hospicjum Fundacji Proroka Eliasza
W 2021 roku Fundacja Biedronki podpisała umowę z Fundacją Hospicjum Proroka Eliasza na wsparcie budowy pierwszego stacjonarnego hospicjum na terenach wiejskich Podlasia, stając się tym samym strategicznym partnerem inicjatywy. Kwota dofinansowania wynosi blisko 8,5 mln złotych (7,6 mln złotych wraz z drugą darowizną w kwocie 850 000 złotych).  Hospicjum zostało otwarte 30 czerwca 2022 roku w Makówce.

### Fundacja Biedronki dla polskiej geriatrii
Fundacja Biedronki wspiera finansowo szpitale prowadzące oddziały geriatryczne i przekazuje im darowiznę na zakup sprzętu medycznego. Pierwszym obdarowanym szpitalem jest Szpital Geriatryczny im. Jana Pawła II w Katowicach, który otrzymał darowiznę w wysokości prawie 600 000 złotych. Drugą placówką, która otrzymała wsparcie finansowe (blisko 250 000 złotych) na zakup sprzętu jest Samodzielny Publiczny Zakład Opieki Zdrowotnej Ministerstwa Spraw Wewnętrznych i Administracji w Białymstoku im. Mariana Zyndrama-Kościałkowskiego.

### Działania na rzecz Ukrainy
Fundacja Biedronki opracowała trzy programy na rzecz Ukrainy, prowadzone wspólnie z organizacjami partnerskimi.
Program „Witamy i pomagamy – zakupy” polega na finansowaniu przedpłaconych kart na zakupy do sklepów Biedronka. Karty były doładowywane trzykrotnie kwotą 300 złotych i przeznaczone dla uchodźców, którzy chcieli zostać w Polsce na dłużej. Dodatkowo Fundacja rozdysponowała e-Kody o wartości 50 złotych (na drobniejsze zakupy).
Program „Witamy i pomagamy – noclegi" polega na finansowaniu noclegów dla uchodźców w Polsce, które opłaca Fundacja Biedronki.
Program „Niezbędny dla rodziny” wspiera obywateli Ukrainy, którzy pozostali w Ukrainie – wysłano dla nich pakiety humanitarne (538 ton najpotrzebniejszych produktów, mających zapewnić kilkuosobowej rodzinie żywność i artykuły higieniczne na co najmniej 2 tygodnie). Fundacja Biedronki sfinansowała koszt produktów. 

### Inne działania Fundacji
- Fundacja Biedronki w ramach programu „Radosne Święta z Fundacją Biedronki", co roku przekazuje świąteczne paczki, przeznaczone głównie dla seniorów (w programie mogą wziąć udział podmioty sprawujące opiekę nad seniorami)[23].
- W trakcie pandemii koronawirusa, Fundacja Biedronki przekazała ponad 11 mln złotych w darowiznach na rzecz ośrodków zajmujących się seniorami. Wśród przekazanych dóbr znalazły się produkty ochronne, dezynfekujące, higieniczne, kosmetyczne oraz spożywcze. W sumie pomoc otrzymało ponad 650 jednostek opiekuńczych i 95 szpitali[24]; Fundacja zakupiła też tablety, które służyć mają lepszemu kontaktowi mieszkańców domów pomocy społecznej z ich rodzinami[25].
- W 2020 roku Fundacja Biedronki i Szlachetna Paczka stworzyły poradnik „Pomagam seniorowi – jak dbać o tych, którym tyle zawdzięczamy”. Książka skierowana jest do wolontariuszy, opiekunów oraz rodzin osób starszych i zawiera wskazówki dotyczące funkcjonowania seniorów oraz pracy z nimi. Do końca 2021 roku rozdystrybuowano bezpłatnie ok. 12 tys. egzemplarzy[26].

## Nagrody
- Laureat „Dobroczyńca Roku 2021" w kategorii pomoc społeczna za program „Na codzienne zakupy”[27].
- Nagroda im. Stanisława hr. Pruszyńskiego od Fundacji im. Brata Alberta za zaangażowanie w pracę społeczną na rzecz osób niepełnosprawnych (2021)[28].
- Nagroda „Wizjonerzy Zdrowia 2022" w kategorii "Wizjoner Społecznik"[29].
- Złoty Laur Super Biznesu – Działalność Społeczna (2022)[30].
- Nagroda w konkursie pod patronatem Pierwszej Damy RP Agaty Kornhauser-Dudy „Razem dla Seniorów" w kategorii „Organizacja, Instytucja, Podmiot Gospodarczy – Biznes dla seniorów" (2022)[31].